# Saint-Pierre-Bénouville
Saint-Pierre-Bénouville è un comune francese di 334 abitanti situato nel dipartimento della Senna Marittima nella regione della Normandia.

## Società

### Evoluzione demografica
Abitanti censiti